# The Singles 81-85
The Singles 81→85 es una compilación de sencillos del grupo inglés de música electrónica, Depeche Mode, publicada originalmente en 1985 sólo en Europa.
En América, se lanzó ese mismo año la contraparte Catching Up With Depeche Mode.
Como su nombre indica, contiene los sencillos del grupo de 1981 a 1984, correspondientes a sus cuatro primeros álbumes, así como dos canciones de ese año; aunque como otros discos de aquella época la edición en LP difirió de la de CD.

## Listado de canciones
La colección apareció en tres formatos, el estándar en disco de vinilo, en casete de cinta magnética de audio y en disco compacto. Posteriormente, apareció en minidisco de Sony.
Edición en LP
En realidad no contiene todos los sencillos de aquella época del grupo.

| Lado A |                                 |          |  |
| N.º    | Título                          | Duración |  |
| 1.     | «Dreaming of Me» (1981)         | 3:44     |  |
| 2.     | «New Life» (1981, Remix)        | 3:44     |  |
| 3.     | «Just Can't Get Enough» (1981)  | 3:37     |  |
| 4.     | «See You» (1982)                | 3:53     |  |
| 5.     | «Leave in Silence» (1982)       | 3:59     |  |
| 6.     | «Get the Balance Right!» (1983) | 3:12     |  |
| 7.     | «Everything Counts» (1983)      | 3:58     |  |

| Lado B |                              |          |  |
| N.º    | Título                       | Duración |  |
| 1.     | «Love, in Itself» (1983)     | 3:59     |  |
| 2.     | «People Are People» (1984)   | 3:43     |  |
| 3.     | «Master and Servant» (1984)  | 3:50     |  |
| 4.     | «Blasphemous Rumours» (1984) | 5:06     |  |
| 5.     | «Shake the Disease»          | 4:47     |  |
| 6.     | «It's Called a Heart»        | 3:48     |  |

Edición en CD
Contiene los quince sencillos de esa época del grupo, ya que este formato era aún una suerte de edición de lujo.

| The Singles 81→85 |                          |          |  |
| N.º               | Título                   | Duración |  |
| 1.                | «Dreaming of Me»         | 3:44     |  |
| 2.                | «New Life» (Remix)       | 3:43     |  |
| 3.                | «Just Can't Get Enough»  | 3:37     |  |
| 4.                | «See You»                | 3:52     |  |
| 5.                | «The Meaning of Love»    | 3:05     |  |
| 6.                | «Leave in Silence»       | 3:58     |  |
| 7.                | «Get the Balance Right!» | 3:11     |  |
| 8.                | «Everything Counts»      | 3:57     |  |
| 9.                | «Love, in Itself»        | 3:58     |  |
| 10.               | «People Are People»      | 3:43     |  |
| 11.               | «Master and Servant»     | 3:50     |  |
| 12.               | «Blasphemous Rumours»    | 5:07     |  |
| 13.               | «Somebody» (Remix)       | 4:21     |  |
| 14.               | «Shake the Disease»      | 4:46     |  |
| 15.               | «It's Called a Heart»    | 3:48     |  |

Edición en casete
Sólo la edición inglesa en casete contiene los quince temas de la versión en CD, todas las demás ediciones en este formato, española, francesa, australiana, alemana y otras ediciones foráneas a Europa como la chilena y la argentina en esta modalidad contenían los trece temas del LP original estándar. Actualmente esta edición como el formato ya no se encuentra disponible.
Edición en MD
Para 1994, The Singles 81→85 estuvo también disponible en el poco popularizado formato de minidisco digital creado por Sony, en exclusiva para el Reino Unido como los otros discos de DM en este formato.
Esta edición actualmente ya no se encuentra disponible, como el propio formato.

## Sencillos
- Shake the Disease
- It's Called a Heart

Son dos temas producidos por Daniel Miller y Gareth Jones resultantes de las primeras sesiones de grabación del que acabaría siendo el álbum Black Celebration; simplemente fueron dados a conocer un año antes.
A diferencia del disco, los dos sencillos si se publicaron en América, en donde consecuentemente funcionaron como promocionales de Catching Up With Depeche Mode.
Lados B
Adicionalmente, fuera de la compilación The Singles 81→85 aparecieron como lados B de los sencillos los temas Flexible y Fly on the Windscreen, ambos compuestos también por Martin Gore.
Los dos están también incluidos en Catching Up With Depeche Mode. En el caso específico de Fly on the Windscreen, los miembros consideraron que era tan buena y que había sido tan desafortunado no lanzarla como lado A, que la realizaron en una nueva mezcla para el álbum Black Celebration.

## Créditos
Depeche Mode - Martin Gore, Andrew Fletcher, David Gahan y Alan Wilder; Vince Clarke fue miembro únicamente durante 1981 por lo que participó sólo en los tres primeros temas, que además son de su autoría y a su vez en los que no colaboró Alan Wilder. Todas las demás canciones fueron compuestas por Martin Gore.
Los temas Dreaming of Me, New Life y Just Can't Get Enough aparecieron originalmente en el álbum Speak & Spell de 1981; See You, The Meaning of Love y Leave in Silence aparecieron originalmente en el álbum A Broken Frame de 1982; Get the Balance Right! apareció originalmente como disco sencillo en 1983. Fueron producidos por Depeche Mode y Daniel Miller.
Los temas Everything Counts y Love, In Itself aparecieron originalmente en el álbum Construction Time Again de 1983; People Are People, Master and Servant, Blasphemous Rumours y Somebody aparecieron originalmente en el álbum Some Great Reward de 1984. Fueron producidos por Depeche Mode, Daniel Miller y Gareth Jones.
El tema Shake the Disease fue producido por Depeche Mode, Daniel Miller y Gareth Jones, It's Called a Heart fue producido solo por Depeche Mode y Daniel Miller, ambos fueron realizados ese mismo año. Ambos temas son cantados por David Gahan, aunque Shake the Disease lo canta junto con Martin Gore.

## Greatest Hits
La edición de The Singles 81→85 para la República Democrática Alemana apareció con el nombre de Greatest Hits hasta 1987, pero no sólo eso, la selección de canciones fue también distinta, en ésta se incluyeron además canciones del álbum Black Celebration.
Apareció únicamente en LP y en casete de audio.

| Lado A |                              |          |  |
| N.º    | Título                       | Duración |  |
| 1.     | «Shake the Disease» (1985)   | 4:45     |  |
| 2.     | «A Question of Lust» (1986)  | 4:24     |  |
| 3.     | «It's Called a Heart» (1985) | 3:45     |  |
| 4.     | «Blasphemous Rumours» (1984) | 5:06     |  |
| 5.     | «Everything Counts» (1983)   | 3:57     |  |
| 6.     | «People Are People» (1984)   | 3:43     |  |

| Lado B |                                |          |  |
| N.º    | Título                         | Duración |  |
| 1.     | «Master and Servant» (1984)    | 3:50     |  |
| 2.     | «Something to Do» (1984)       | 3:44     |  |
| 3.     | «Stripped» (1986)              | 4:13     |  |
| 4.     | «Here is the House» (1986)     | 4:16     |  |
| 5.     | «It Doesn't Matter» (1984)     | 4:45     |  |
| 6.     | «It Doesn't Matter Two» (1986) | 2:49     |  |

## Edición 1998
The Singles 81>85 es la edición 1998 remasterizada y someramente retitulada del compilatorio original The Singles 81→85 de Depeche Mode, publicado en complemento al recopilatorio The Singles 86>98 de ese mismo año en esta ocasión en ambos lados del mundo, si bien en América apareció hasta 1999.
La edición remasterizada contiene dos canciones adicionales y nuevo arte de portada, por lo que normalmente se considera de modo oficial como un disco distinto al original de 1985.
La colección apareció esta vez en cuatro formatos, el estándar en disco compacto, en doble disco de vinilo, en minidisco de Sony y en casete de cinta magnética de audio. Posteriormente y en la actualidad se le encuentra en streaming.

### Edición enCD
| The Singles 81>85 |                                                                |          |  |
| N.º               | Título                                                         | Duración |  |
| 1.                | «Dreaming of Me» (1981)                                        | 3:46     |  |
| 2.                | «New Life» (1981, Remix)                                       | 3:45     |  |
| 3.                | «Just Can't Get Enough» (1981)                                 | 3:44     |  |
| 4.                | «See You» (1982)                                               | 3:57     |  |
| 5.                | «The Meaning of Love» (1982)                                   | 3:05     |  |
| 6.                | «Leave in Silence» (1982)                                      | 4:02     |  |
| 7.                | «Get the Balance Right!» (1983)                                | 3:15     |  |
| 8.                | «Everything Counts» (1983)                                     | 3:59     |  |
| 9.                | «Love, in Itself» (1983)                                       | 4:00     |  |
| 10.               | «People Are People» (1984)                                     | 3:46     |  |
| 11.               | «Master and Servant» (1984)                                    | 3:47     |  |
| 12.               | «Blasphemous Rumours» (1984)                                   | 5:09     |  |
| 13.               | «Somebody» (1984, Remix)                                       | 4:22     |  |
| 14.               | «Shake the Disease» (1985)                                     | 4:49     |  |
| 15.               | «It's Called a Heart» (1985)                                   | 3:51     |  |
| 16.               | «Photographic» (1981, versión original del Some Bizzare Album) | 3:13     |  |
| 17.               | «Just Can't Get Enough» (Schizo Mix, 1981)                     | 6:46     |  |

Crédito adicional
El tema "Photographic" de 1981 fue producido solo por Depeche Mode.

### Edición enLP
Desde 1993 todos los discos de Depeche Mode se continuaron editando en Europa también en formato de disco de vinilo. En el caso de The Singles 81>85 la versión en LP resultó notablemente distinta pues se presentó no en uno sino en dos discos que contienen las 17 canciones de la segunda edición y cuyos lados están ordenados alfabéticamente del A al D, aunque numerados los temas del 1 al 17, lo cual supuso otra diferencia considerable con la edición en LP original de 1985, pues aquella aparecía en un solo disco sin siquiera todos los sencillos de ese período del grupo.
Disco 1
| Lado A |                         |          |  |
| N.º    | Título                  | Duración |  |
| 1.     | «Dreaming of Me»        | 3:46     |  |
| 2.     | «New Life» (Remix)      | 3:45     |  |
| 3.     | «Just Can't Get Enough» | 3:44     |  |
| 4.     | «See You»               | 3:57     |  |
| 5.     | «The Meaning of Love»   | 3:05     |  |

| Lado B |                          |          |  |
| N.º    | Título                   | Duración |  |
| 1.     | «Leave in Silence»       | 4:02     |  |
| 2.     | «Get the Balance Right!» | 3:15     |  |
| 3.     | «Everything Counts»      | 3:59     |  |
| 4.     | «Love in Itself»         | 4:00     |  |

Disco 2
| Lado C |                       |          |  |
| N.º    | Título                | Duración |  |
| 1.     | «People Are People»   | 3:46     |  |
| 2.     | «Master and Servant»  | 3:47     |  |
| 3.     | «Blasphemous Rumours» | 5:09     |  |
| 4.     | «Somebody» (Remix)    | 4:22     |  |

| Lado D |                                       |          |  |
| N.º    | Título                                | Duración |  |
| 1.     | «Shake the Disease»                   | 4:49     |  |
| 2.     | «It's Called a Heart»                 | 3:51     |  |
| 3.     | «Photographic» (versión Some Bizzare) | 3:13     |  |
| 4.     | «Just Can't Get Enough» (Schizo Mix)  | 6:46     |  |

### Edición en MC
La versión en cinta magnética de audio, el formato conocido como MC de MusiCasete, apareció en un solo casete conteniendo los diecisiete temas, los primeros nueve en el lado A y los restantes ocho en el lado B. Ésta fue sólo para el Reino Unido, aunque actualmente el formato ya no se encuentra disponible.

### Edición enMD
The Singles 81>85 fue de los pocos materiales de DM disponibles en el poco popularizado minidisco digital creado por la casa Sony, en exclusiva para el Reino Unido como los otros discos del grupo que se editaron en este formato, es decir, es el único disco de DM que en sus dos ediciones fue publicado en este formato.
Esta contenía los 17 temas de la reedíción y actualmente ya no se encuentra disponible, como el propio formato.

## The Remixes 81>85
Para promocionar la colección reeditada de 1998 en Europa, Mute Records publicó como acompañamiento el CD de cuatro piezas The Remixes 81>85, con remezclas de temas de aquella época de la banda. Ésta fue una edición puramente promocional, y no estuvo de venta general al público.
Cabe destacar que este disco adicionalmente se editó también en LP.

| The Remixes 81>85 |                                            |          |  |
| N.º               | Título                                     | Duración |  |
| 1.                | «Just Can't Get Enough» (Schizo Mix)       | 6:47     |  |
| 2.                | «Get the Balance Right!» (Combination Mix) | 8:01     |  |
| 3.                | «Master and Servant» (Slavery Whip Mix)    | 9:41     |  |
| 4.                | «Everything Counts» (In Larger Amounts)    | 7:20     |  |

La mezcla Combination Mix de Get the Balance Right! y la versión In Larger Amounts de Everything Counts ya habían sido incluidas en la colección japonesa de rarezas X¹+X² de 1990. Posteriormente las que aquí aparecen, excepto Everything Counts, fueron también incluidas en la colección Remixes 81··04 de 2004.

## Datos
- Aunque la edición original de 1985 fue un material europeo, hubo también ediciones tardías en LP para Brasil, Chile, Argentina y Perú.
- La edición brasileña adicionalmente contiene la canción Route 66, lado B del sencillo de 1987 Behind the Wheel.
- Junto con el disco original de 1985 aparecieron también ese año los primeros materiales en video del grupo, la colección de vídeos Some Great Videos y el directo The World We Live In and Live in Hamburg.
- Poco después de la publicación de la reedición en 1998 se relanzó también el videocasete Some Great Videos, aunque sólo en Europa.
- Tres años después de publicarse la edición 1998, en el año 2001, el disco y su contraparte The Singles 86>98 se relanzaron como The Singles 81>98.

Fue la primera colección de sencillos de Depeche Mode y por ese solo hecho es importante, pues trece años después se convertiría en el parámetro para las compilaciones del grupo recogiendo en correcto orden cronológico los temas que como discos sencillos habían sido lanzados en ese período, por lo cual fue reeditada y relanzada, sin embargo esa segunda edición se consideró como un material más bien distinto debido a que en esa segunda ocasión sí se lanzó para todo el mundo, tenía una nueva portada y por dos adiciones.
En realidad su importancia radicó en haber sido la primera recopilación de DM, por lo menos la primera en Europa que es y siempre ha sido el principal mercado para la banda. Al respecto su edición original en disco de vinilo no contiene todos los sencillos del período indicado en su título, sólo trece de ellos; en la edición para formato de CD que en aquel año todavía era como una presentación de lujo fue en donde aparecieron los quince sencillos que desde su debut en 1981 habían promocionado en la radio. De por sí, las diferencias de contenido entre las ediciones en CD y en LP de los álbumes era una práctica frecuente en esos días, para DM y para muchas otras bandas.
En cuanto la edición 1998, originalmente se presentó sólo como reedición, aunque tuvo en las dos canciones adicionales su detalle más llamativo. La primera de ellas es la versión original de Photographic extraída del Some Bizzare Album de 1981, la cual fue históricamente la primera grabación de Depeche Mode incluida en un disco. En The Singles 81>85 apareció por primera vez en un lanzamiento oficial de DM.
La canción se grabó originalmente como una maqueta, o demo como les llaman en inglés, con otros temas originales de Depeche Mode, y en un principio los integrantes se sintieron indecisos de aparecer en un “recopilatorio futurista”, sin embargo al acercarse a algunas compañías de música sus grabaciones fueron rechazadas, hasta que encontraron su oportunidad en una compilación en LP hecha por el promotor de música electrónica Stephen John Pearce, conocido como Stevo, quien al escucharlos tocar en vivo con Fad Gadget les ofreció incluirles alguna de sus canciones en su Some Bizzare Album en 1981, aunque según la biografía del grupo de Steve Malins desde aquella ocasión el tema habría sido informalmente producido por Daniel Miller, quien en un principio también rechazara a Depeche Mode.
La segunda fue la inclusión de la versión Schizo Mix de Just Can't Get Enough, el primer gran éxito de Depeche Mode en sus inicios. La versión Schizo Mix fue en realidad la incluida en la edición para América del álbum Speak & Spell, con lo que este disco si abarcó en rigor todos los primeros sencillos del grupo.
El disco fue presentado poco después de la gira The Singles Tour, por lo que ninguno de los temas en aquel momento fueron tocados durante la misma(solo Just Can't Get Enough y Somebody fueron tocadas en ese momento), sin embargo reveló que todavía generaban expectación entre los seguidores del grupo y para la extensa gira Touring the Angel de 2005-06, del álbum Playing the Angel, algunos de esos primeros éxitos como Photographic, Just Can't Get Enough, Everything Counts, Leave in Silence y Shake the Disease fueron tocados de nuevo en el escenario.